# Транспорт Бутану
Транспорт Бутану представлений автомобільним , повітряним , водним (річковим) , у населених пунктах  та у міжміському сполученні громадський транспорт пасажирських перевезень не розвинений. Площа країни дорівнює 38 394 км² (137-ме місце у світі). Форма території країни — компактна; максимальна дистанція з півночі на південь — 180 км, зі сходу на захід — 320 км. Високогірне відокремлене географічне положення Бутану не дозволяє країні контролювати транспортні шляхи через Гімалаї з Китаю до Південної Азії, наявні шляхи йдуть повз її територію через перевали Нату-Ла (штат Сіккім, Індія) та Бум-Ла (штат Аруначал-Прадеш, Індія).

## Автомобільний
Загальна довжина автошляхів в Бутані, станом на 2013 рік, дорівнює 10 578 км, з яких 2 975 км (2,18 тис. км національних автошляхів) із твердим покриттям і 7 603 км без нього (135-те місце у світі), 426 мостів. 2003 року в країні було зареєстровано 25 000 транспортних засобів.

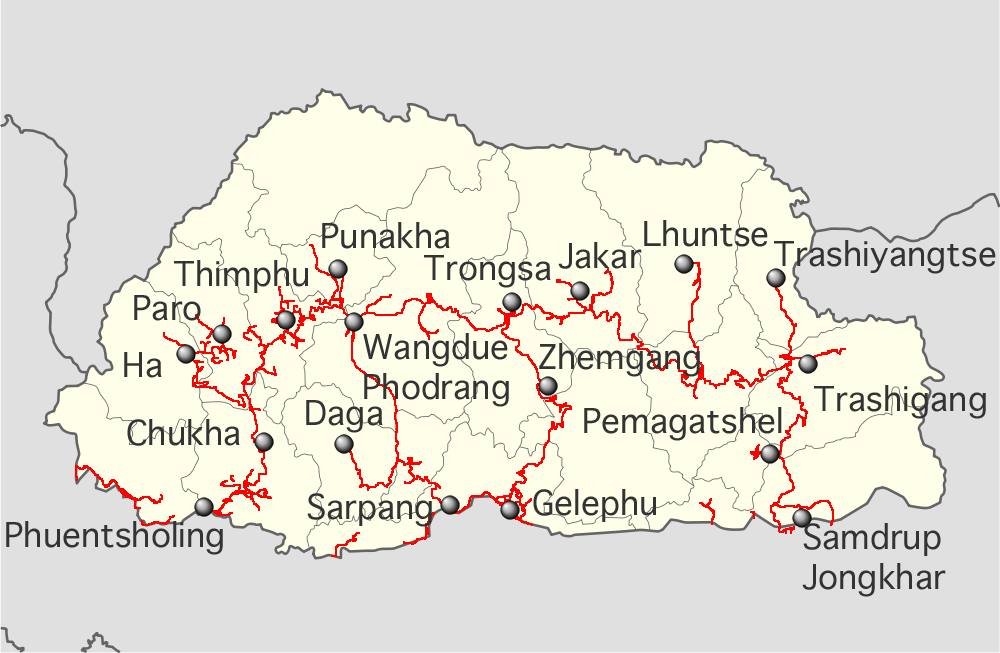
Карта автомобільних шляхів країни
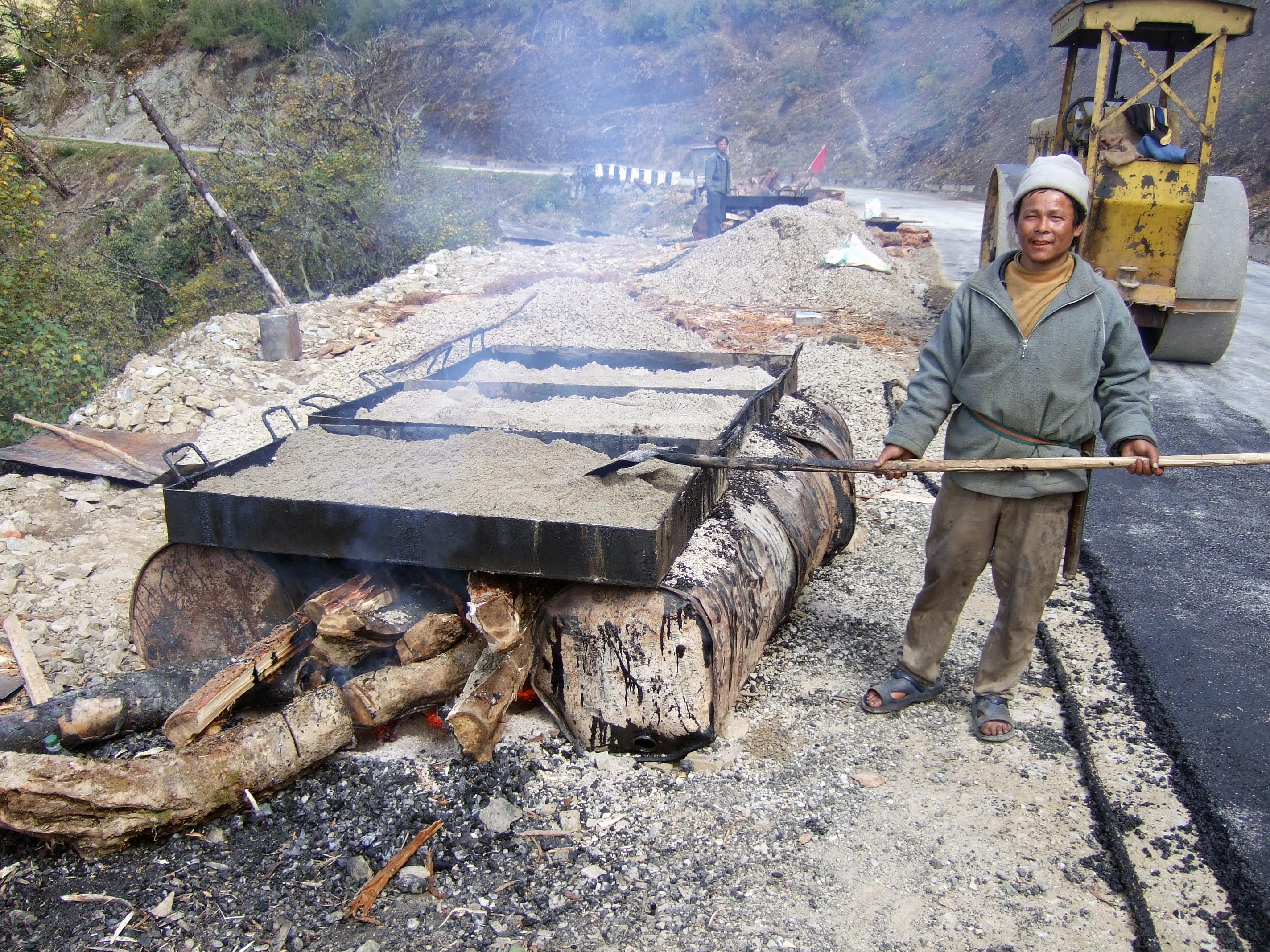
Будівництво доріг у Бутані

Головна дорога Бутану — шосе, яке було побудовано 1962 року. Шосе починається в місті Пхунчолінг недалеко від індійського кордону і закінчується в Трашігангу на сході країни. Ширина дороги становить всього 2,5 метра, але за розрахунками будівельників, цього цілком вистачить для нормального руху. Дорожні знаки та розмітка зустрічаються рідко. За правилами швидкість руху повинна складати близько 15 км/год, що має знизити кількість ДТП. У деяких місцях дорога знаходиться на висоті 3000 м над рівнем моря. Пхунчолінг з'єднаний з індійським кордоном найкоротшим азійським маршрутом AH48, довжина якого становить всього 1 км. Досить часто відбуваються різні зсуви та обвали, тому по всій довжині дороги розташовуються спеціальні пункти з рятувальниками, готовими у будь-який момент розчистити завали і врятувати людей у разі ЧП. Також постійно проводяться роботи по ремонту доріг і мостів.

## Повітряний
У країні, станом на 2013 рік, діє 3 аеропорти (198-ме місце у світі), з них 2 із твердим покриттям злітно-посадкових смуг і 1 із ґрунтовим. Найбільший міжнародний аеропорт країни — Паро, зліт і посадка в якому вважаються одними з найскладніших у світі. Біля Трашігангу на сході країни 2011 року відкрився місцевий аеропорт Йонгпхулла. Активно розробляється система малих аеропортів по всій країні. 2011 року відкрився аеропорт Гелепху в околицях міста Гелепху на кордоні з Індією. Планується створення декількох малих аеропортів: Барцам в дзонгхагу Трашіганг, Бартхпала і Г'єца в Бумтангу, Тоорса у Пхунчолінгу.
Зовнішнє і внутрішнє повітряне сполучення у Бутані до 2010 року здійснювалося бутанською авіакомпанією Druk Air. У 2010 році уряд Бутану дозволив польоти до Паро непальській авіакомпанії Buddha Air.
Аеропорти країни за довжиною злітно-посадкових смуг розподіляються так (у дужках окремо кількість без твердого покриття):
- від 8 тис. до 5 тис. футів (2437—1524 м) — 1 (0);
- від 5 тис. до 3 тис. футів (1523—914 м) — 1 (1)[1].

У країні, станом на 2015 рік, зареєстровано 2 авіапідприємства, які оперують 6 повітряними суднами. За 2015 рік загальний пасажирообіг на внутрішніх і міжнародних рейсах становив 162,87 тис. осіб. За 2015 рік повітряним транспортом було перевезено 538 тис. тонно-кілометрів вантажів (без врахування багажу пасажирів).

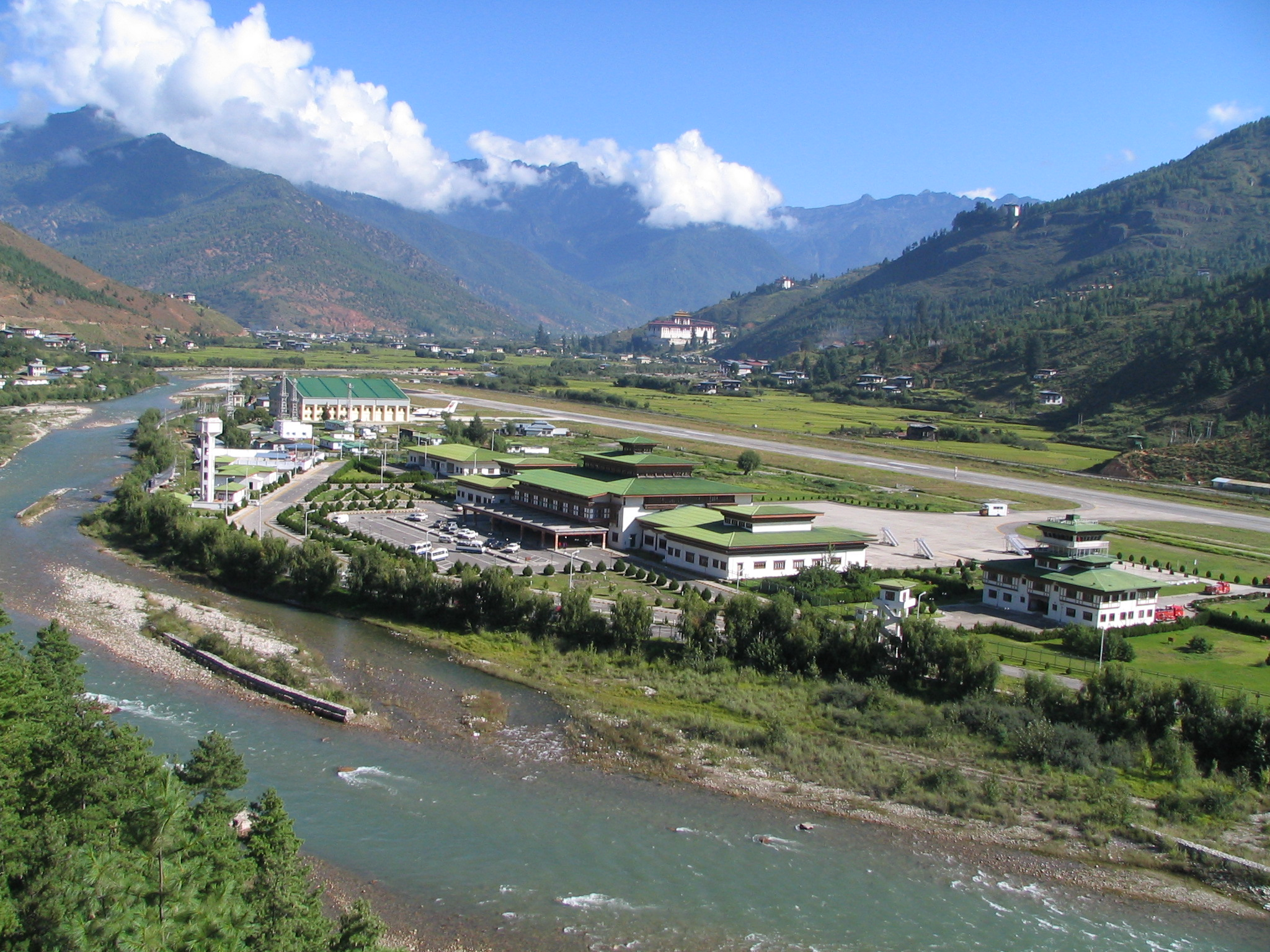
Міжнародний аеропорт Паро
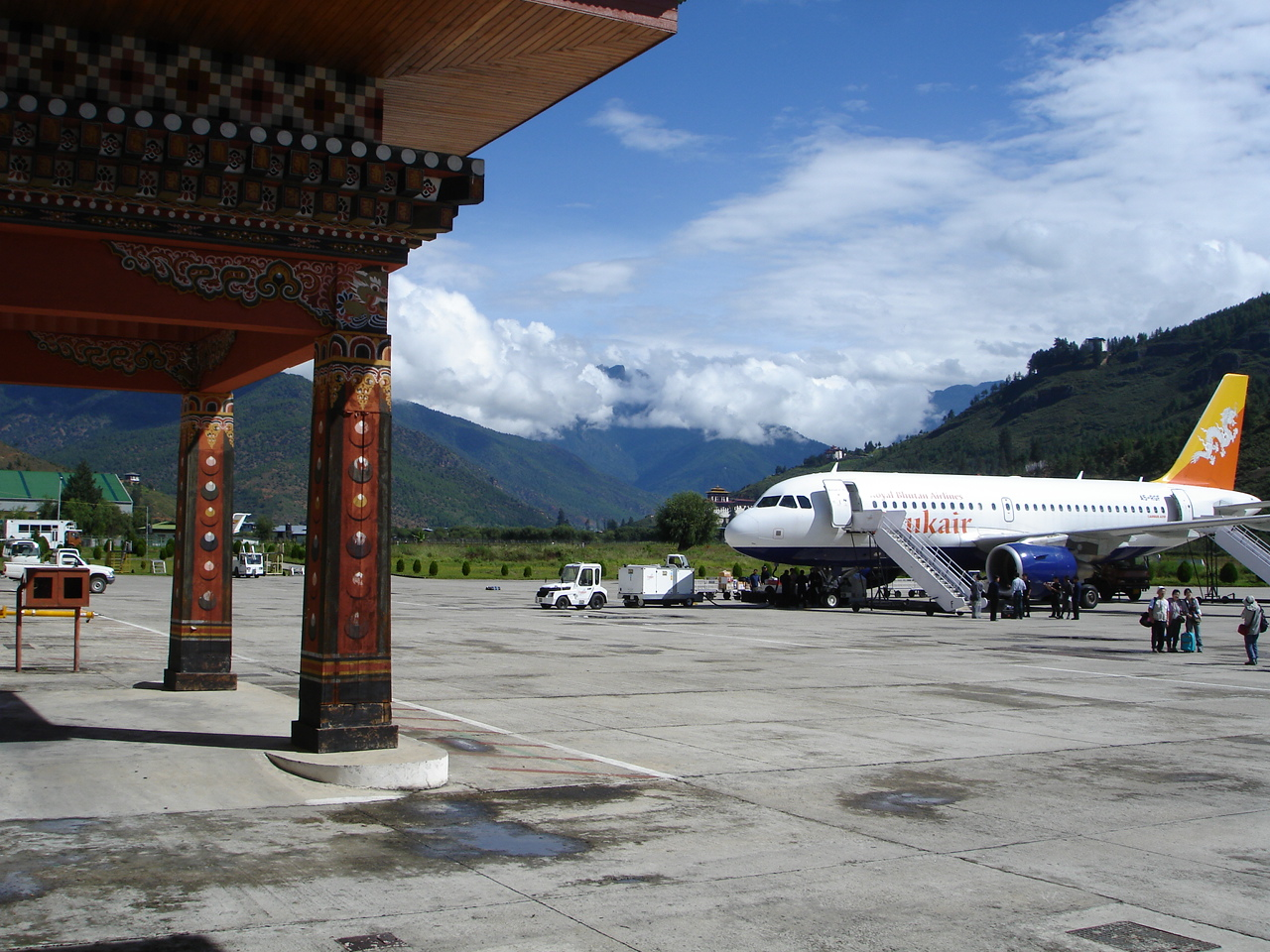
Літак авіакомпанії Druk Air в аеропорту Паро

Бутан є членом Міжнародної організації цивільної авіації (ICAO). Згідно зі статтею 20 Чиказької конвенції про міжнародну цивільну авіацію 1944 року, Міжнародна організація цивільної авіації для повітряних суден країни, станом на 2016 рік, закріпила реєстраційний префікс — A5, заснований на радіопозивних, виділених Міжнародним союзом електрозв'язку (ITU). Аеропорти Бутану мають літерний код ІКАО, що починається з — VQ.

## Залізничний
Залізниць у Бутані немає. Спільно з Індійськими залізницями було розроблено план будівництва залізниці в південній частині країни для включення Бутану в індійську залізничну мережу. Планується підвести три залізничні гілки до бутанських прикордонних міст з індійських штатів Ассам і Західний Бенгал.

## Державне управління
Держава здійснює управління транспортною інфраструктурою країни через міністерство робіт та людських поселень. Станом на 28 лютого 2014 року міністерство в уряді Черінга Тобгая очолював Нгіма Сангай Чемпо.

### Українською
- Атлас. 10-11 клас. Економічна і соціальна географія світу / упорядники :  О. Я. Скуратович, Н. І. Чанцева. — К. : ДНВП «Картографія», 2010. — ISBN 978-966-475-639-3.
- Атлас світу / голов. ред. І. С. Руденко ; зав. ред. В. В. Радченко ; відп. ред. О. В. Вакуленко. — К. : ДНВП «Картографія», 2005. — 336 с. — ISBN 9666315467.
- Безуглий В. В. Економічна і соціальна географія зарубіжних країн : Навчальний посібник. — К. : ВЦ «Академія», 2007. — 704 с. — ISBN 978-966-580-239-6.
- Безуглий В. В., Козинець С. В. Регіональна економічна і соціальна географія світу : Навчальний посібник. — видання 2-ге, доп., перероб. — К. : ВЦ «Академія», 2007. — 688 с. — ISBN 966-580-144-9.
- Головченко В., Кравчук О. Країнознавство: Азія, Африка, Латинська Америка, Австралія і Океанія. — К., 2006. — 335 с. — ISBN 966-8939-04-2.
- Дахно І. І. Країни світу: Енциклопедичний довідник / І. І. Дахно, С. М. Тимофієв. — К. : Мапа, 2011. — 606 с. — (Бібліотека нового українця) — ISBN 978-966-8804-23-6.
- Дахно І. І. Економічна географія зарубіжних країн : навчальний посібник. — К. : Центр учбової літератури, 2014. — 319 с. — ISBN 978-611-01-0682-5.
- Дорошенко В. І. Географія транспорту : Навчальний посібник / В. І. Дорошенко, К. Д. Діденко. — К. : Київський нац. ун-т ім. Т. Шевченка, 2010. — 183 с. — ISBN 978-966-439-329-1.
- Дубович І. А. Країнознавчий словник-довідник. — 5-те вид., перероб. і доп. — К. : Знання, 2008. — 839 с. — ISBN 978-966-346-330-8.
- Економічна і соціальна географія країн світу : Навчальний посібник / За ред. С. П. Кузика. — Л. : Світ, 2002. — 672 с. — ISBN 966-603-178-7.
- Зарубіжна транспортна географія : навчальний посібник / уклад. : Петрашевський О. Л. и др. — К. : Національний транспортний університет, 2015. — 95 с. — ISBN 978-966-632-227-5.
- Ігнатьєв П. М. Країнознавство: Країни Азії. — Ч. : Книги-ХХІ, 2004. — 383 с. — ISBN 966-8029-53-4.
- Книш М. М., Мамчур О. І. Регіональна економічна і соціальна географія світу (Латинська Америка та Карибські країни, Африка, Азія, Океанія) : навч. посіб. — Л. : ЛНУ ім. Івана Франка, 2013. — 368 с. — ISBN 978-617-10-0007-0.
- Юрківський В. М. Регіональна економічна і соціальна географія. Зарубіжні країни : Підручник. — К. : Либідь, 2001. — 416 с. — ISBN 966-06-0092-5.

### Англійською
- (англ.) Modern Transport Geography / Hoyle, B. and R. Knowles (eds). — Second Edition,. — London : Wiley, 1998.
- (англ.) Rodrigue, J-P. The Geography of Transport Systems. — Fourth Edition. — N. Y. : Routledge, 2017. — 440 с. — ISBN 978-1138669574.
- (англ.) Taaffe E. J., Gauthier H. L. and O'Kelly M. E. Geography of transportation. — Second Edition. — N. Y. : Prentice Hall, 1996. — ISBN 0-13-368572-1.
- (англ.) Black, W. Transportation: A Geographical Analysis. — N. Y. : Guilford, 2003.

### Російською
- (рос.) Максаковский В. П. Географическая картина мира. Книга I: Общая характеристика мира. — М. : Дрофа, 2008. — 495 с. — ISBN 978-5-358-05275-8.
- (рос.) Максаковский В. П. Географическая картина мира. Книга II: Региональная характеристика мира. — М. : Дрофа, 2009. — 480 с. — ISBN 978-5-358-06280-1.
- (рос.) Физико-географический атлас мира. — М. : Академия наук СССР и главное управление геодезии и картографии ГГК СССР, 1964. — 298 с.
- (рос.) Шаповал Н. С. Транспортная география и транспортные системы мира : учебное пособие. — К. : Центр учбової літератури, 2006. — 188 с. — ISBN 000-0000-00-4.
- (рос.) Экономическая, социальная и политическая география мира. Регионы и страны / под ред. С. Б. Лаврова, Н. В. Каледина. — М. : Гардарики, 2002. — 928 с. — ISBN 5-8297-0039-5.
- (рос.) Энциклопедия стран мира / глав. ред. Н. А. Симония. — М. : НПО «Экономика» РАН, отделение общественных наук, 2004. — 1319 с. — ISBN 5-282-02318-0.